# هارون هايدن
هارون هايدن (بالإنجليزية: Aaron Hayden)‏ (16 يناير 1997 في المملكة المتحدة - ) هو لاعب كرة قدم بريطاني في مركز الدفاع. لعب مع نيوبورت كونتي ووولفرهامبتون واندررز.

## وصلات خارجية
- هارون هايدن على موقع قاعدة بيانات كرة القدم.إي يو (الإنجليزية)
- هارون هايدن على موقع Soccerbase.com (لاعب) (الإنجليزية)
- هارون هايدن على موقع Soccerway.com (الإنجليزية)